# 許定國
許定國（？—1647年），河南太康人。明末睢州總兵，後降清朝。

## 生平
明末出身行伍，官至山東遊擊。1622年以平山東白蓮教有功，遷副將，又因圍剿流賊有功，遷山西總兵官。
李自成圍開封時，監軍御史王燮命令許定國統晉軍限期渡河；至沁水戰敗兵潰，被逮論死。不久復授援勦河南總兵官。
弘光元年（1645年）時，駐睢州。
順治元年十二月，清朝豫親王多鐸兵至孟津，定國請降。多鐸令殺明將高傑。此時高傑欲與許定國聯合，從歸德至雎州，許定國設宴，召妓侑酒，高傑爛醉如泥，定國殺之，提傑首級向多鐸邀功。
多鐸令定國隨軍南征，留定國妻子居曹縣以為清朝人質。
順治三年三月卒。（一說順治二年死於圍攻江陰的戰鬥。）
順治五年八月，追授一等子爵，以其子許爾安襲爵。

## 延伸阅读
[在维基数据编辑]
 《清史稿·卷248》，出自趙爾巽《清史稿》